# Humanos (RPG)

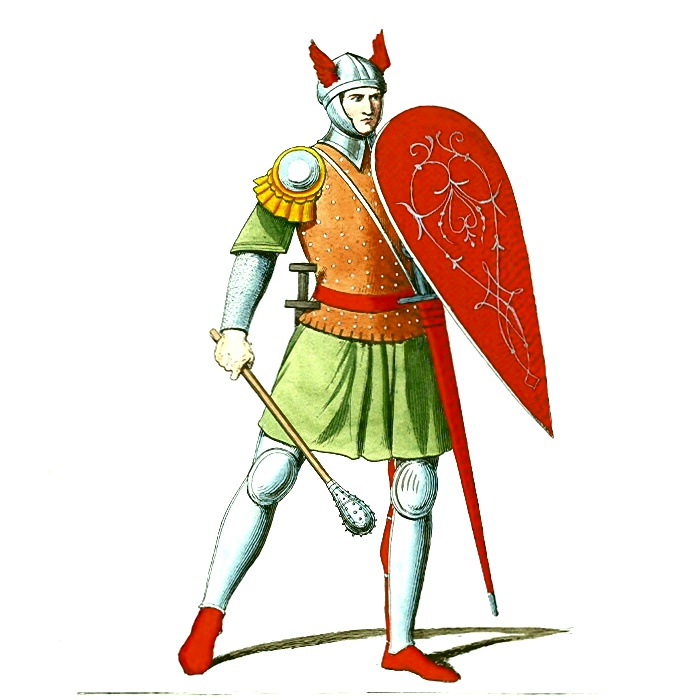
Humano com armadura

Humanos é uma das várias raças no mundo do RPG, uma raça muito comum e muitas vezes escolhida, boa para iniciantes no RPG, é uma raça neutra, sem benefícios ou malefícios, os humanos não tem nenhuma vantagem ou poder melhor que as outras raças, mas também não tem nenhuma desvantagem.